# Birger Åkerman
Birger Alarik Åkerman, född 21 september 1870 i Borgå, död 9 maj 1945 i Helsingfors, var en finländsk militär.
Åkerman genomgick Finska kadettkåren och var efter finska militärens upplösning bland annat polismästare i Hangö 1906–1912. Han inkallades vid första världskrigets utbrott i rysk krigstjänst och avancerade till överste. Han deltog i finska inbördeskriget 1918, var  divisionskommendör 1918–1929 och blev generallöjtnant sistnämnda år. I likhet med brodern Harald Åkerman var han medlem av Militärkommittén. Han framträdde även som personhistoriker, bland annat genom att publicera bouppteckningar från Borgå, Gamlakarleby och Helsingfors i Genealogiska samfundets skrifter.